# Trite herbigrada
Trite herbigrada es una especie de araña saltarina del género Trite, familia Salticidae. Fue descrita científicamente por Urquhart en 1889.
Habita en Nueva Zelanda.